# اشکالی محمدحاجی
اشکالی محمدحاجی، روستایی است از توابع بخش مرکزی شهرستان تنگستان استان بوشهر ایران.

## جمعیت
این روستا در دهستان اهرم قرار داشته و بر اساس سرشماری سال ۱۳۸۵ جمعیت آن ۲۲۴نفر (۴۸خانوار) بوده‌است.